# Barrio Las Malvinas (Brandsen)
Las Malvinas es un barrio de chacras en el Partido de Brandsen, Provincia de Buenos Aires, Argentina. Su espacio es de 2000 ha se sitúa próximo a Brandsen, limitando con el Río Samborombón.

## Geografía

### Ubicación
Las Malvinas , se encuentra aproximadamente a 30 km de La Plata, contiguo al pueblo de Brandsen, y a 70 km al sur de la capital de Buenos Aires.

### Sismicidad
La región responde a las subfallas «del río Paraná», y «del río de la Plata», y a la falla de «Punta del Este», con sismicidad baja; y su última expresión se produjo el 5 de junio de 1888 (136 años), a las 3.20 UTC-3, con una magnitud aproximadamente de 4,5 en la escala de Richter (terremoto del Río de la Plata de 1888).
La Defensa Civil municipal debe advertir sobre escuchar y obedecer acerca de 
Área de
- Tormentas severas, poco periódicas, con Alerta Meteorológico
- Baja sismicidad, con silencio sísmico de 136 años

## Historia
En el seno histórico, que late desde 1632, sus extensiones aún eran , solamente, un suceso de lagunas encadenadas allegadas al Río Samborombón, que Pedro E. de Ávila, gobernador de la Ciudad de Buenos Aires, legó a la familia Gamiz de Vergara como parte de pago por algunas leguas de la Ciudad de Buenos Aires, sin embargo , más adelante , por nuevas compras de terrenos y herencias se fueron extendiendo lentamente. En 1886 , las tierras pasan a ser parte del Consejo General de Educación de la Provincia, debido a que el testamento de sus anteriores propietarios quedara inválido legalmente, aunque hallan pertenecido por mérito en última instancia a José Davis.
Tres años después, Juan Manuel Ortiz de Rosas, nieto de Juan Manuel de Rosas, que adquiría en ese momento las propiedades de José Davis, adquirió aún más terrenos de los cuales se componen toda la superficie que actualmente se concibe como Las Malvinas, que debe su nombre a su esposa Malvina y sus nietas, por disposición de Rosas en 1892, desde entonces sus herederos la designaron para proyectos agrícolas de exportación a Europa. 

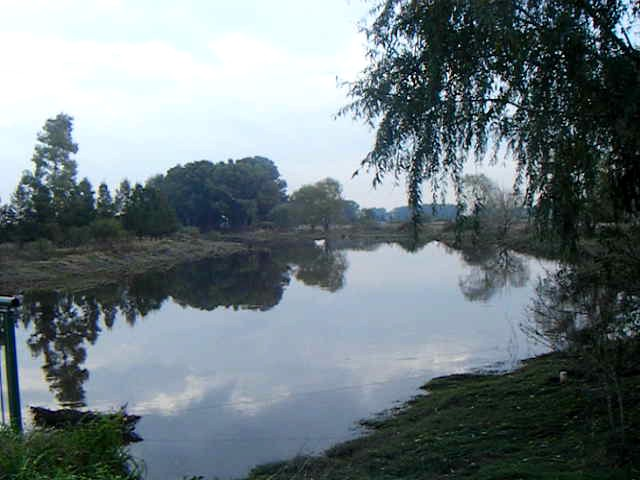
Las Malvinas, Barrio de Chacras
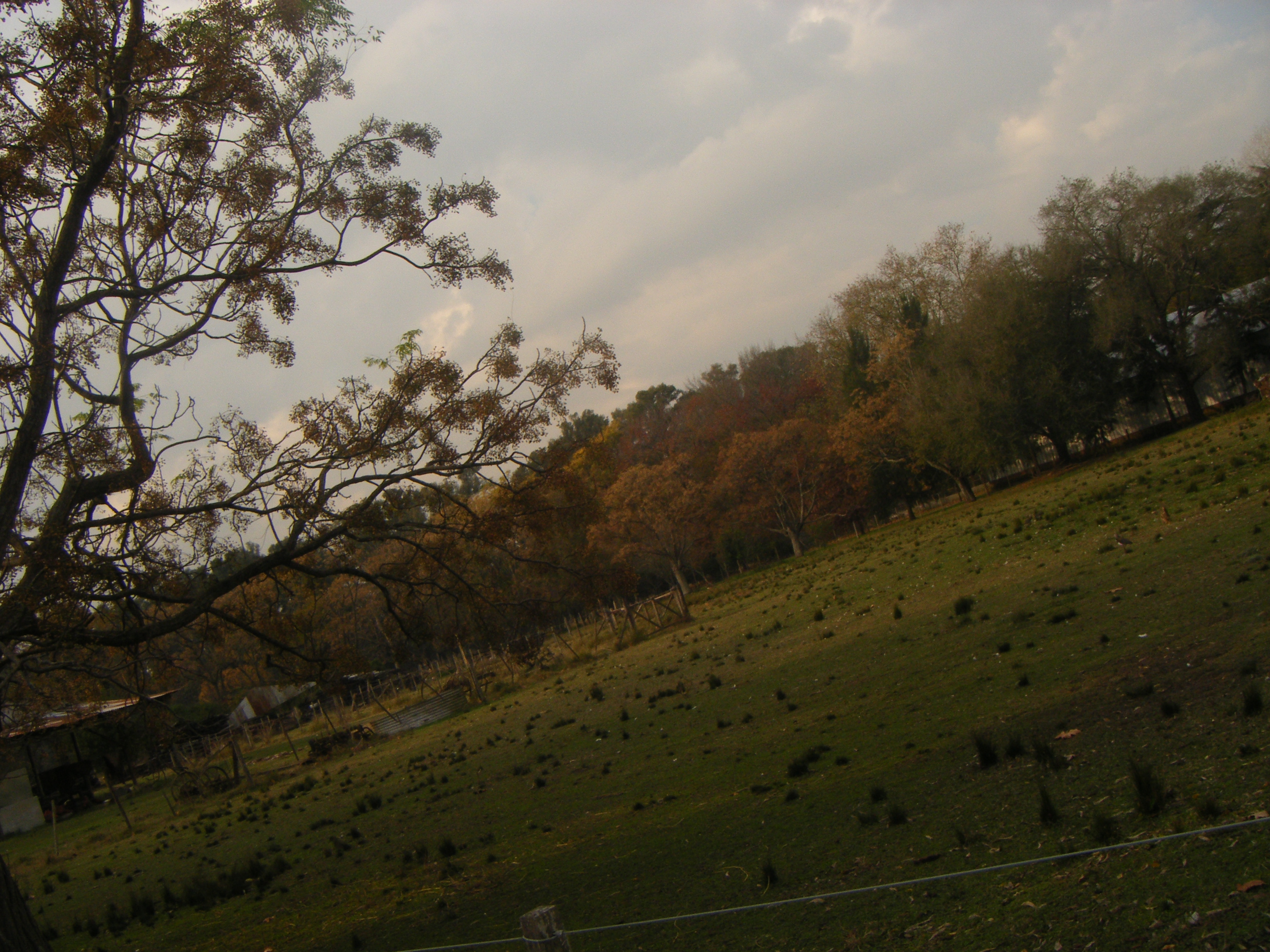
Otra vista

## Composición
Está compuesta por 7 barrios con una rica flora donde hay más de 30 mil ejemplares de árboles, así como 100 especies de aves..

## Deportes
Se establecen predios con canchas de fútbol, tenis, equitación, Polo, Pesca y actividades Náuticas.